# 300미터 스탠더드 소총
300미터 스탠더드 소총은 국제사격연맹이 주관하는 사격 종목으로, 300미터 소총 종목과 비슷하지만, 경기에 사용되는 총기에 대한 규정이 더 엄격하다. 
이 경기에서 사수는 복사, 입사, 슬사 자세로 3백미터 거리의 표적에 각 20발씩 총 60발을 2시간 15분 내에 사격해야 한다. 남자 경기만 있으며 여자 경기는 없다. 올림픽 정식 종목은 아니어서 결선 경기는 치르지 않고, 본선만으로 경기를 치른다.
이 종목의 뿌리는 19세기의 군대식 사격 대회로 거슬러 올라가는데, 당시에는 대회 개최측이 제공하는 총기를 사용해 사격을 진행했다. 오늘날과 같은 형식의 스탠더드 소총 경기가 시작된 것은 1947년 이후의 일이다.
이 경기의 특징은 사수가 자신의 총기를 변형할 수 있는 폭이 좁다는 것이다. 그러한 점에서 50미터 소총이나 3백미터 소총과 같은 자유소총(free rifle) 형식의 경기들과 차이점을 가지는 것이고 그렇기 때문에 '표준'(스탠더드, standard)이라는 명칭이 종목 이름에 붙는 것이다. 스탠더드 소총을 사용하는 경기로는 이외에 10미터 공기소총과 50미터거리에서 행해지는 소구경 스탠더드 소총이 있으나, 오늘날 소구경 스탠더드 소총 종목의 경우 50미터 소총 종목으로 흡수되었다.

## 같이 보기
- 국제 사격 연맹
- 국제식 사격